# Kościół Adwentystów Dnia Siódmego w Bułgarii
Kościół Adwentystów Dnia Siódmego w Bułgarii (bułg. Църква на адвентистите от седмия ден в България) – adwentystyczny związek wyznaniowy w Bułgarii, będący częścią globalnego Kościoła Adwentystów Dnia Siódmego. W 2017 roku Kościół liczył 7,118 wiernych należących do 117 zborów.

## Historia

### Początki działalności
Pierwszymi adwentystami w Bułgarii byli niemieccy osadnicy z Krymu, którzy przybyli do Bułgarii w latach dziewięćdziesiątych XIX wieku i osiedlili się jako koloniści w północno-wschodniej Dobrudży, gdzie utworzyli własne grupy. 
Pierwszym członkiem bułgarskiego Kościoła adwentystycznego był bułgarski Żyd Jacob Greenberg, który został ochrzczony w 1896 r. w mieście Ruse. 
Okres Wojen Bałkańskich, Pierwsza Wojna Światowa i lata 1918-1920 były ciężkim okresem dla Kościoła Adwentystycznego w Bułgarii. W 1919 r. istniały 3 zbory adwentystyczne w miastach: Sofia, Ruse i Gabrowo. 
W 1924 r. powstało wydawnictwo Nowe Życie, dzięki któremu Kościół Adwentystów Dnia Siódmego w Bułgarii mógł dotrzeć do większej liczby mieszkańców Bułgarii. W tym samym roku wybudowany został pierwszy budynek kościoła w Sofii.
Szybki wzrost liczby wiernych trwał do lat trzydziestych XX wieku. 
W 1936 r. Kościół Adwentystów otworzył szkołę letnią dla dzieci w miejscowości Swoge, w której każdego lata regularnie odpoczywały dzieci ze stolicy.
Działalność ta prowadzona była we współpracy z Departamentem Opieki Społecznej Urzędu Miasta Sofii.
Podczas drugiej wojny światowej bułgarski Kościół Adwentystów został odizolowany od adwentystów z innych krajów i żył w niesprzyjającej atmosferze politycznej. W 1941 r. Zamknięto kilka kościołów adwentystycznych.

### Czasy powojenne
Po wojnie Kościół wznowił działalność. Nowe budynki kościelne zostały zbudowane w kilku miejscach. Po krótkim okresie wolności komunistyczna władza zaczęła prześladować wszystkie wspólnoty religijne w Bułgarii, w tym i Kościół Adwentystów Dnia Siódmego. Wydawnictwo Nowe Życie zostało zamknięte przez państwo. W tym okresie nie można było organizować regularnych konferencji w celu wyboru przywódców Kościoła, niektóre nieruchomości będące własnością Kościoła Adwentystycznego zostały skonfiskowane a zwolnienia kaznodziejów i pastorów stały się "normalnymi" wydarzeniami dla Kościoła. Niektórych z nich uwięziono lub internowano.
W 1959 r. Stosunek rządu do Kościoła był zdecydowanie wrogi. Państwo zaczęło on ingerować w wewnętrzne sprawy wspólnoty religijnej. Przywództwo Kościoła, reprezentowane przez przewodniczącego Borysa Boneva i sekretarza Dimitara Kirowa, zostało odwołane, a państwo wyznaczyło przywództwo spośród osób, którym ufało. 
W 1965 r. sekretarz wydziału południowoeuropejskiego zorganizował wybór nowego kierownictwa z przewodniczącym Belcho Totevem na czele. Jednak w 1967 r. władze brutalnie go odwołały ze stanowiska i narzuciły Kościołowi Adwentystów Dnia Siódmego trzech nowych przywódców kościelnych. Tego typu ingerencja władz w wewnętrzne sprawy Kościoła Adwentystów Dnia Siódmego trwała aż do zmian politycznych w 1989 r.

### Czasy współczesne
W 1990 roku, po raz pierwszy od 42 lat, zorganizowano wolną konferencję wyborczą z udziałem przedstawicieli wszystkich zborów, na której wybrano oficjalne kierownictwo Kościoła z przewodniczącym Agopem Tahmisyanem na czele. W listopadzie tego samego roku Kościół Adwentystów Dnia Siódmego został oficjalnie uznany przez państwo. W 1992 roku Wydawnictwo Nowe Życie wznowiło działalność.

## Statystyka

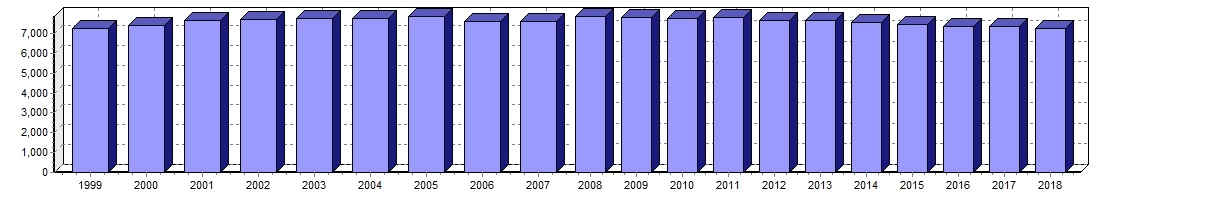
Statystyka członków Kościoła Adwentystów Dnia Siódmego w Bułgarii w latach 1999-2018.

W 1998 roku w Bułgarii było 6,925 wiernych skupionych w 94 zborach.
W roku 1999 w Bułgarii było już ponad 7 tys. adwentystów, w roku 2003 Bułgarię zamieszkiwało już 7 747 adwentystów, po dwóch latach Kościół osiągnął najwyższą liczbę wyznawców w swojej historii szacowaną na 7 865 osób.
W 2017 roku było 7118 ochrzczonych dorosłych osób, skupionych w 118 zborach.
Kościół należy do wydziału intereuropejskiego Kościoła Adwentystów Dnia Siódmego.